# Торокова, Ирина Семёновна
Ирина Семёновна То́рокова (10 сентября 1968, с. Чиланы Таштыпского района Хакасской автономной области — 20 декабря 2000, Стамбул) — тюрколог, исследовавший лексикологию хакасского языка, в частности глагольную синонимию, а также вопросы лексикографии.

## Биография
Родилась в с. Чиланы Таштыпского района Хакасской автономной области (с 1991 г. — Республика Хакасия). Умерла 20.12.2000 в г. Стамбул (Турция). В 1987 г. Торокова И. С. поступила учиться на филологический факультет Абаканского государственного педагогического института (АГПИ), через год перевелась в г. Казань на факультет татарской филологии и восточных языков Казанского государственного университета. Окончила университет в 1993 г. с рекомендацией для поступления в аспирантуру. Научным руководителем её дипломной работы по лексической глагольной синонимии в татарском и хакасском языках была доктор филологических наук, профессор, академик АН РТ Диляра Гарифовна Тумашева. В 1993—1994 гг. И. С. Торокова работала научным сотрудником Хакасского научно-исследовательского института языка, литературы и истории (ХакНИИЯЛИ). В 1994—1997 гг. обучалась в очной аспирантуре Института истории, языка и литературы Уфимского научного центра Российской академии наук (ИИЯЛ УНЦ РАН). В 1998 г. защитила кандидатскую диссертацию по теме «Глагольная синонимия хакасского языка», подготовленную под научным руководством докт. филол. наук, проф., академика АН РБ Зиннура Газизовича Ураксина. В 1998 г. продолжила работать в секторе языка Хакасского НИИЯЛИ. В 2002 году в г. Уфа рукопись диссертационной работы Тороковой И. С. была опубликована отдельной книгой под научным редактированием академика АН РБ З. Г. Ураксина.